# Detrík
Detrík este o comună slovacă, aflată în districtul Vranov nad Topľou din regiunea Prešov. Localitatea se află la altitudinea de 345 m deasupra n.m., se întinde pe o suprafață de 9,53 km2 și în 2017 număra 56 de locuitori.

## Istoric
Localitatea Detrík este atestată documentar din 1363.

## Demografie
| An:                | 1994 | 2004    | 2014   | 2024   |
| ------------------ | ---- | ------- | ------ | ------ |
| Număr de persoane: | 59   | 51      | 52     | 49     |
| Diferență:         |      | −13,55% | +1,96% | −5,76% |

| An:                | 2023 | 2024   |
| ------------------ | ---- | ------ |
| Număr de persoane: | 51   | 49     |
| Diferență:         |      | −3,92% |